# Holiday in Seoul
Holiday in Seoul (tiếng Hàn: 홀리데이 인 서울; Romaja: Hollidei in Seoul) là phim Hàn Quốc năm 1997 diễn viên chính là Choi Jin-sil. Bộ phim là hai câu chuyện của bốn người khác nhau đan xen vào trong một góc khuất ở Seoul.

## Liên kết
- Holiday in Seoul trên Internet Movie Database